# Miquel Agustí
Miquel Agusti (Banyoles, 1560 – Banyoles, 1630) è stato un religioso spagnolo.
Fu cappellano dell'Ordine di Malta e priore della chiesa di Santa Maria del Temple di Perpignano. Fu autore dell'opera agronomica Llibre dels secrets d'agricultura rústega i pastoril (1617). Uno scritto diviso in 4 differenti libri. Nonostante si tratti di un'importante figura catalana, egli stesso volle che questo libro fosse scritto in castigliano. A questi quattro volumi ne venne aggiunto un quinto.